# Ginseng

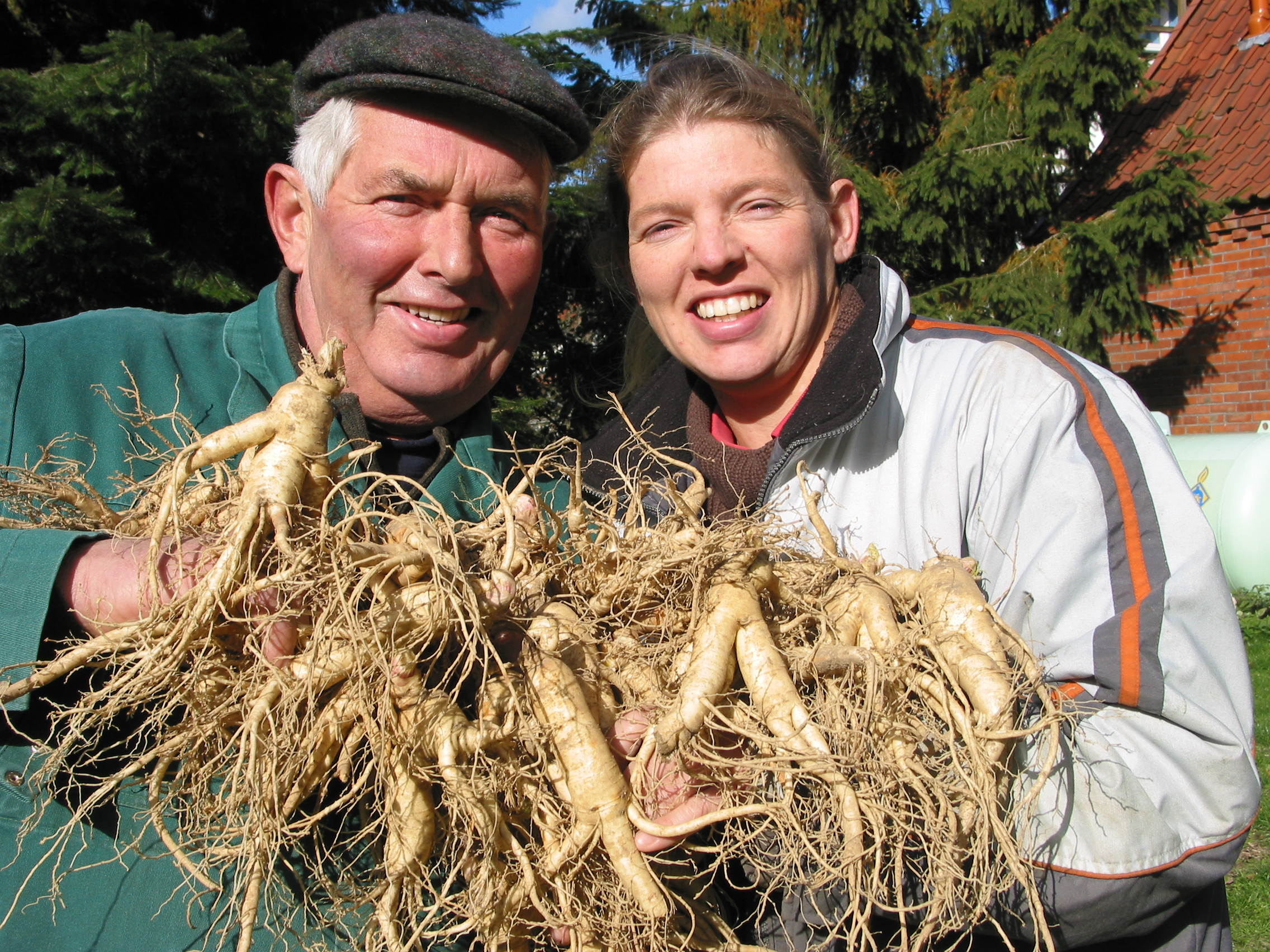
Geoogste ginsengwortel in Duitsland

Ginseng is de naam die wordt gegeven aan bereidingen uit de wortels van soorten uit het geslacht Panax in de Klimopfamilie (Araliaceae). Het geslacht Panax bestaat uit ten minste negen soorten, waaronder Panax ginseng (Koreaanse of Chinese ginseng), Panax quinquefolius (Xiyangshen, Amerikaanse ginseng), Panax notoginseng (Sanqi) en Panax japonicus (Japanse ginseng). De medicinale eigenschappen van ginseng worden voor een belangrijk deel toegeschreven aan ginsenosides, steroïdeachtige stoffen, triterpeen saponines, die voor de plant waarschijnlijk onderdeel zijn van het afweermechanisme tegen herbivoren. Bij zoogdieren werken ginsenosiden agonistisch op de receptoren van verschillende steroïdhormonen. Daarnaast beïnvloeden ginsenosides de expressie en functie van verschillende andere receptoren zoals voor tyrosinekinase, serotonine, NMDA en acetylcholine.
Ginseng wordt gebruikt als algemeen tonicum of adaptogeen ter bevordering van de levensduur, vooral in het Verre Oosten, met name China, Korea en Japan. Ginseng is nu een van de meest populaire kruidengeneesmiddelen met een wereldwijde omzet van meer dan USD 300 miljoen dollar in 2001.
Eigenlijk vertegenwoordigt de term 'ginseng' twee Chinese ideogrammen: 'gin' (Engelse uitspraak: 'ren') verwijst naar 'man' en 'seng' (Engelse uitspraak: 'shen') verwijst naar de 'essentie' Ginseng wordt verondersteld om de drie mythische essenties van de mens te belichamen: lichaam, ziel en geest. Het wordt ook wel aangeduid als de heer of koning van de kruiden.
Panax is een Latijns woord dat 'allesgenezer' betekent,  verwant met panacee.

## Soorten
De twee bekendste soorten zijn Panax quinquefolius (ook wel Amerikaanse ginseng genoemd) en Panax ginseng (ook wel Chinese of Koreaanse ginseng genoemd). De Eleutherococcus senticosus wordt soms "Siberische ginseng" genoemd, maar deze soort is niet verwant met genoemde Panax-soorten.

## Werking
Ginseng beïnvloedt de bloeddruk, de stofwisseling en het immuunsysteem. De werkzame stoffen zijn de in de wortel voorkomende ginsenosiden, welke tot de triterpeen saponinen behoren. Er zijn aanwijzingen dat deze stoffen gunstige effecten op de gezondheid hebben. Zo hebben gebruikers van ginsengpreparaten een verminderd risico op kanker van de maag, longen, lever, pancreas, baarmoeder, colon en mond. De ginsenosides Rg3 en Rh2 zijn de belangrijkste anticarcinogene inhoudsstoffen die voor dit effect verantwoordelijk worden geacht.
Om variatie tussen ginsengpreparaten te vermijden, wordt in wetenschappelijk onderzoek veel gebruikgemaakt van commercieel verkrijgbare gestandaardiseerde ginsengextracten. Twee algemeen gebruikte gestandaardiseerde extracten zijn G115 uit Panax ginseng (gestandaardiseerd op 4% totaal ginsenosiden) en NAGE uit Panax quinquefolius (gestandaardiseerd op 10% totaal ginsenosiden). De ginsenosiden Rb1, Rb2, Rc, Rd, Re and Rg1 worden in beide preparaten aangetroffen, waarbij G115 meer Rg1 bevat, en NAGE meer Rb1 en Re.
In dierproeven waarbij muizen en ratten jarenlang grote doses ginseng kregen toegediend, werden op korte of lange termijn geen duidelijke voordelige of nadelige gevolgen hiervan vastgesteld, behalve bij de groep die 2 jaar lang de hoogste dosis van 5 gram/kilo/dag kreeg (vergelijkbaar met 350 gram per dag voor een volwassene van 70 kilo): hierbij was het gewicht wat lager maar ook de incidentie van een bepaalde goedaardige afwijking aan de melkklier wat lager. Het aantal tumoren was niet hoger of lager dan bij de controlegroep.
Ginseng wordt sterk afgeraden bij mensen met nierproblemen. Ginseng kan bloedingen veroorzaken. Ginseng mag niet samen met een aantal medicijnen ingenomen worden vanwege ongunstige wisselwerkingen.